# Margelana discordans
Margelana discordans är en fjärilsart som beskrevs av Charles Boursin 1940. Margelana discordans ingår i släktet Margelana och familjen nattflyn. Inga underarter finns listade i Catalogue of Life.